# وولنیتسه (ناحیه ستراکونیتسه)
وولنیتسه (به چکی: Volenice) یک منطقهٔ مسکونی در جمهوری چک است که در ناحیه ستراکونیتسه واقع شده‌است. وولنیتسه ۱۵٫۹۵ کیلومتر مربع مساحت و ۵۵۰ نفر جمعیت دارد و ۴۵۹ متر بالاتر از سطح دریا واقع شده‌است.